# Tromodesia intermedia
Tromodesia intermedia är en tvåvingeart som beskrevs av Boris Borisovitsch Rohdendorf 1935. Tromodesia intermedia ingår i släktet Tromodesia och familjen gråsuggeflugor. Inga underarter finns listade i Catalogue of Life.